# Александар Адамовић Саша
Александар Саша Адамовић (Нови Сад, 12. септембар 1877 — 3. јун Београд, 1938) је био виноградар, индустријалац и трговац.

## Биографија
Син је познатог новосадског виноградара Шандора Адамовића. Школовао се најпре у родном граду, трговачку школу је завршио у Дебрецину, а Вишу трговачку академију у Клостенојбургу код Беча. Усавршавао се у Монпељеу, где се упознао са тамошњим начином производње вина. Продужио је очев рад на унапређењу виноградарства у расаднику код Новог Сада и у виноградима у Сремској Каменици и Раковцу. У Новом Саду на почетку данашње улице Петра Драпшина, основао је фабрику шампањца Фрушкогорац. После његове смрти, фабрику и имање наставила је да води његова супруга Хилда, све до национализације, после Другог светског рата
Становао је у улици Кошут Лајоша број 8, а данас је то улица Краља Александра број 4. На Вилзоновом тргу, а данашњем Трг Младенаца 1911. саградио је вилу Елита новосађанима познатија под именом Адамовићева палата, која је имала пословно-стамбену намену. Умире 1938. од напада жучи.